# 한국지구과학회
한국지구과학회는 사회일반의 이익에 공여하기 위하여 공익법인의 설립운영에 관한 법률의 규정에 따라 지구과학의 발전 및 지구에 대한 지식의 향상과 보급에 공헌하고, 효과적인 국토개발 및 지구자원의 개발과 지구환경 보전 및 자연재해를 줄여 질 높은 삶을 추구하는데 기여할 목적으로 2005년 2월 23일 설립허가된 대한민국 미래창조과학부 소관의 사단법인이다. 사무실은 충청북도 청주시 흥덕구 강내면 태성탑연로 250 (한국교원대학교내)에 있다.